# Santiago Ormeño
Santiago Gabriel Ormeño Zayas, noto semplicemente come Santiago Ormeño (Ciudad Madero, 4 febbraio 1994), è un calciatore messicano naturalizzato peruviano, attaccante svincolato della nazionale peruviana.

## Biografia
È nipote di Walter Ormeño, ex portiere della nazionale peruviana.

## Caratteristiche tecniche
Gioca come centravanti.

## Carriera
Nato in Messico da padre peruviano, inizia la propria carriera nelle serie inferiori del calcio messicano dove gioca in terza divisione con le maglie di America Coapa, UNAM Premier (squadre affiliate rispettivamente ad América e Pumas UNAM, Pioneros de Cancún e Lobos BUAP. Nel 2018 viene acquistato dal Puebla con cui fa il suo esordio fra i professionisti giocando l'incontro di Copa MX vinto 1-0 contro il Venados; alcuni mesi più tardi, il 10 ottobre, debutta in Liga MX contro il Monarcas Morelia ed il 21 febbraio 2019 realizza la sua prima rete nel pareggio per 1-1 contro il Juárez in coppa nazionale.
Nel luglio del 2019 viene ceduto in prestito per una stagione al Real Garcilaso dove però fatica a trovare spazio collezionando solamente tre presenze e segnando una rete; di rientro dal prestito gioca una sola partita nel torneo di clausura 2020. A partire dalla stagione 2020-2021 si ritaglia via via un ruolo da protagonista saltando un solo incontro del torneo di apertura in cui realizza 7 reti.

## Statistiche
Statistiche aggiornate al 28 gennaio 2021.

### Presenze e reti nei club
| Stagione        | Squadra         | Campionato      | Campionato | Campionato | Coppe nazionali | Coppe nazionali | Coppe nazionali | Coppe continentali | Coppe continentali | Coppe continentali | Altre coppe | Altre coppe | Altre coppe | Totale | Totale | Totale |
| Stagione        | Squadra         | Comp            | Pres       | Reti       | Comp            | Pres            | Reti            | Comp               | Pres               | Reti               | Comp        | Pres        | Reti        | Pres   | Reti   |        |
| --------------- | --------------- | --------------- | ---------- | ---------- | --------------- | --------------- | --------------- | ------------------ | ------------------ | ------------------ | ----------- | ----------- | ----------- | ------ | ------ | ------ |
| 2018-2019       | Puebla          | LMX             | 3          | 0          | CM              | 4               | 1               |                    | -                  | -                  |             | -           | -           | 7      | 1      |        |
| 2019            | Real Garcilaso  | PD              | 2          | 1          | CP              | 1               | 0               |                    | -                  | -                  |             | -           | -           | 3      | 1      |        |
| 2019-2020       | Puebla          | LMX             | 1          | 0          | CM              | 0               | 0               |                    | -                  | -                  |             | -           | -           | 1      | 0      |        |
| 2020-2021       | Puebla          | LMX             | 36         | 17         | CM              | 0               | 0               |                    | -                  | -                  |             | -           | -           | 36     | 17     |        |
| Totale Puebla   | Totale Puebla   | Totale Puebla   | 40         | 17         |                 | 4               | 1               |                    | -                  | -                  |             | -           | -           | 44     | 18     |        |
| 2021-2022       | León            | LMX             | 1          | 0          | CM              | 0               | 0               |                    | -                  | -                  | CdC         | 1           | 1           | 2      | 1      |        |
| Totale carriera | Totale carriera | Totale carriera | 43         | 18         |                 | 5               | 1               |                    | -                  | -                  |             | 1           | 1           | 49     | 20     |        |

### Cronologia presenze e reti in nazionale
| Cronologia completa delle presenze e delle reti in nazionale ― Perù | Cronologia completa delle presenze e delle reti in nazionale ― Perù | Cronologia completa delle presenze e delle reti in nazionale ― Perù | Cronologia completa delle presenze e delle reti in nazionale ― Perù | Cronologia completa delle presenze e delle reti in nazionale ― Perù | Cronologia completa delle presenze e delle reti in nazionale ― Perù | Cronologia completa delle presenze e delle reti in nazionale ― Perù | Cronologia completa delle presenze e delle reti in nazionale ― Perù |
| Data                                                                | Città                                                               | In casa                                                             | Risultato                                                           | Ospiti                                                              | Competizione                                                        | Reti                                                                | Note                                                                |
| ------------------------------------------------------------------- | ------------------------------------------------------------------- | ------------------------------------------------------------------- | ------------------------------------------------------------------- | ------------------------------------------------------------------- | ------------------------------------------------------------------- | ------------------------------------------------------------------- | ------------------------------------------------------------------- |
| 21-6-2021                                                           | Goiânia                                                             | Colombia                                                            | 1 – 2                                                               | Perù                                                                | Coppa America 2021 - 1º turno                                       | -                                                                   | 83’                                                                 |
| 23-6-2021                                                           | Goiânia                                                             | Ecuador                                                             | 2 – 2                                                               | Perù                                                                | Coppa America 2021 - 1º turno                                       | -                                                                   | 78’                                                                 |
| 27-6-2021                                                           | Goiânia                                                             | Venezuela                                                           | 0 – 1                                                               | Perù                                                                | Coppa America 2021 - 1º turno                                       | -                                                                   | 83’                                                                 |
| 2-7-2021                                                            | Goiania                                                             | Perù                                                                | 3 – 3                                                               | Paraguay                                                            | Coppa America 2021 - Quarti di finale                               | -                                                                   | 60’                                                                 |
| 6-7-2021                                                            | Rio de Janeiro                                                      | Brasile                                                             | 1 – 0                                                               | Perù                                                                | Coppa America 2021 - Semifinale                                     | -                                                                   | 81’                                                                 |
| 10-7-2021                                                           | Brasilia                                                            | Colombia                                                            | 3 – 2                                                               | Perù                                                                | Coppa America 2021 - Finale 3º-4º posto                             | -                                                                   | 78’                                                                 |
| 10-10-2021                                                          | La Paz                                                              | Bolivia                                                             | 1 – 0                                                               | Perù                                                                | Qual. Mondiali 2022                                                 | -                                                                   | 67’                                                                 |
| 28-1-2022                                                           | Barranquilla                                                        | Colombia                                                            | 0 – 1                                                               | Perù                                                                | Qual. Mondiali 2022                                                 | -                                                                   | 84’                                                                 |
| 1-2-2022                                                            | Lima                                                                | Perù                                                                | 1 – 1                                                               | Ecuador                                                             | Qual. Mondiali 2022                                                 | -                                                                   | 46’                                                                 |
| 24-3-2022                                                           | Montevideo                                                          | Uruguay                                                             | 1 – 0                                                               | Perù                                                                | Qual. Mondiali 2022                                                 | -                                                                   | 65’                                                                 |
| 5-6-2022                                                            | Cornellà de Llobregat                                               | Perù                                                                | 1 – 0                                                               | Nuova Zelanda                                                       | Amichevole                                                          | -                                                                   | 75’                                                                 |
| 6-9-2024                                                            | Lima                                                                | Perù                                                                | 1 – 1                                                               | Colombia                                                            | Qual. Mondiali 2026                                                 | -                                                                   | 88’                                                                 |
| 10-9-2024                                                           | Quito                                                               | Ecuador                                                             | 1 – 0                                                               | Perù                                                                | Qual. Mondiali 2026                                                 | -                                                                   | 79’                                                                 |
| Totale                                                              |                                                                     | Presenze                                                            | 13                                                                  |                                                                     | Reti                                                                | 0                                                                   |                                                                     |